# La Suggestion du baiser
Pour plus de détails, voir Fiche technique et Distribution.
La Suggestion du baiser (ou L'Envie d'embrasser) est un film muet français réalisé par Georges Monca, sorti en 1911.

## Fiche technique
- Titre : La Suggestion du baiser
- Titre de travail : L'Envie d'embrasser
- Réalisation : Georges Monca
- Scénario :
- Photographie :
- Montage :
- Société de production : Société cinématographique des auteurs et gens de lettres (S.C.A.G.L)
- Société de distribution : Pathé Frères
- Pays d'origine :  France
- Langue : film muet avec les intertitres en français
- Métrage : 155 mètres
- Format : Noir et blanc — 35 mm — 1,33:1 — Muet
- Genre :  Comédie
- Durée : 5 minutes
- Dates de sortie : 
  -  France : 1911

## Distribution
- Charles Prince : Rigadin
- Madeleine Guitty
- Pâquerette
- Saturnin Fabre
- Paul Fromet
- Gaston Sainrat
- Andrée Marly
- Émile André
- Gabriel Briand
- Gabrielle Chalon
- Paul Landrin
- Gabrielle Lange
- Louis Brunais
- Paul Polthy
- Candieux